# Benasal
Benasal là một đô thị trong tỉnh Castellón, Cộng đồng Valencia, Tây Ban Nha. Đô thị Benasal có diện tích 79,6 km², dân số theo điều tra năm 2010 của Viện thống kê quốc gia Tây Ban Nha là 1297 người. Đô thị Benasal nằm ở khu vực có độ cao 830 mét trên mực nước biển.